# Calycobolus mayombensis
Calycobolus mayombensis är en vindeväxtart som först beskrevs av François Pellegrin, och fick sitt nu gällande namn av Hermann Heino Heine. Calycobolus mayombensis ingår i släktet Calycobolus och familjen vindeväxter. Inga underarter finns listade i Catalogue of Life.